# Chipre en los Juegos Paralímpicos de Atlanta 1996
Chipre estuvo representado en los Juegos Paralímpicos de Atlanta 1996 por cuatro deportistas masculinos. El equipo paralímpico chipriota no obtuvo ninguna medalla en estos Juegos.